# Bembidion illigeri
Bembidion illigeri es una especie de escarabajo del género Bembidion, familia Carabidae. Fue descrita científicamente por Netolitzky en 1914.
Habita en Albania, Austria, Bielorrusia, Bélgica, Bosnia y Herzegovina, Bulgaria, Croacia, Chequia, Dinamarca, Finlandia, Francia, Alemania, Gran Bretaña, Grecia, Hungría, Irlanda, Italia, Letonia, Lituania, Macedonia, Moldavia, Países Bajos, Polonia, Rumania, Rusia, Serbia, Eslovaquia, Eslovenia, Suecia y Suiza.